# Jahir Ocampo
Jahir Ocampo Marroquín (Estado de México, 12 de enero de 1990) es un clavadista mexicano que ganó la medalla de bronce en el Campeonato Mundial de Natación de 2013 celebrado en Barcelona en la especialidad de salto sincronizado en trampolín de tres metros en pareja de con Rommel Pacheco.

## Trayectoria
- Tercer lugar en trampolín de 3 metros sincronizados en el Campeonato Mundial de Natación de 2013.[2]
- Primer lugar en el trampolín de 3 metros en el Grand Prix FINA 2015.[3]
- Quinto lugar en trampolín de 3 metros sincronizados en los Juegos Olímpicos de Río de Janeiro 2016.[4]